# バスの歌
『バスの歌』（バスのうた）は、佐藤義美作詞、大中恩作曲の日本の童謡である。

## 概要
1962年には4月から5月にかけて、NHKの『みんなのうた』で放送した。歌は、渡辺トモ子（後の藤尾友子、現：渡辺友子）とロイヤルナイツとみすず児童合唱団。なお、渡辺の『みんなのうた』出演は現在のところ唯一。
「みんなのうた発掘プロジェクト」により音声が提供され、2020年4月から5月まで58年振りにラジオのみで再放送された。